# Oskar Begusch
Oskar Begusch (* 21. Jänner 1897 in Marburg an der Drau, Herzogtum Steiermark, Österreich-Ungarn; † 11. Jänner 1944 in Graz) war ein österreichischer Psychiater, Direktor der Landes-Irren-Heil- und Pflegeanstalt Feldhof bei Graz und hatte verschiedene Ämter im nationalsozialistischen Machtapparat inne.

## Leben
Begusch, Sohn eines k. k. Postkontrollers, bestand die Reifeprüfung am Staatsgymnasium Leoben mit Auszeichnung. Im Ersten Weltkrieg war er k.u.k. Leutnant.
Nach einem Studium der Medizin wurde er 1921 zum Dr. med promoviert. Begusch war von 1921 bis 1928 Assistent an der Nervenklinik Graz und danach bis 1939 als praktischer Nervenarzt in Graz tätig. Am 15. September 1939 löste Begusch den damaligen Leiter der Anstalt „Am Feldhof“ Dr. Weeber ab und war danach bis Januar 1944 Direktor der Anstalt. Unter seiner Leitung entwickelte sich der Feldhof zu einem Zentrum eugenischer Maßnahmen in der Steiermark.
Während seines Studiums wurde er 1915 Mitglied der Grazer akademischen Burschenschaft Allemannia. Er war von 1921 bis 1924 auch Kreisleiter des Kreises VIII (Österreich) der Deutschen Studentenschaft. Im sogenannten „Verfassungsstreit“ war er Vertreter des radikal völkisch-antisemitischen Flügels. Begusch stellte 1919 den Antrag auf Ausschluss aller jüdischen Mitglieder, der 1920 auch genehmigt wurde. Ebenso war er Mitglied der Stadtleitung des Heimatschutzes Graz, einer bereits damals nationalsozialistisch ausgerichteten Organisation.

### Betätigung in der Zeit des Nationalsozialismus
1924 trat Begusch der österreichischen DNSAP bei. Bereits im selben Jahr kandidierte er auf dem ersten Platz der DNSAP-Liste zur Gemeinderatswahl in Graz. Zum 3. Mai 1932 trat er der NSDAP bei (Mitgliedsnummer 1.080.970). 1934 schloss er sich der SS an (SS-Nummer 309.506) und stieg am 12. März 1938 zum SS-Sturmbannführer auf. Von März 1938 bis Oktober 1939 war er SD-Führer Abschnitt Graz.
In Berlin nahm Begusch an der Planung der Aktion T4 teil und gehörte vom 2. September 1940 bis zum 4. Juli 1941 zum Kreis der T4-Gutachter. Er war maßgeblich an der Aktion T4 in der Steiermark beteiligt. Dabei führte er mit Ernst Sorger auch sogenannte Vor-Ort-Selektionen in kleineren Anstalten durch, bei denen ohne das vorgesehene Meldeverfahren Patienten direkt in die NS-Tötungsanstalt Hartheim überstellt wurden. Die Angehörigen der Opfer versuchte man, mit gefälschten Briefen und Totenscheinen zu täuschen.
Begusch starb im Januar 1944 während einer Operation an den Folgen eines Blinddarmdurchbruchs.